# Iury Lírio Freitas de Castilho
Iury Lírio Freitas de Castilho, auch einfach nur Iury (* 6. September 1995 in Rio de Janeiro), ist ein brasilianischer Fußballspieler.

## Karriere
Iury stand von 2014 bis 2017 beim brasilianischen Verein Avaí FC in Florianópolis unter Vertrag. Mitte 2017 verließ er Brasilien und wechselte in die Ukraine, wo er sich Sorja Luhansk anschloss. Nach einem Jahr wechselte er Mitte 2018 zum al-Nasr Sports Club nach Dubai in die Vereinigten Arabischen Emirate. Hier absolvierte er zwei Spiele in der ersten Liga, der UAE Arabian Gulf League. Von Januar 2019 bis Juni 2019 wurde er an den al-Fayha FC nach Saudi-Arabien ausgeliehen. Mitte 2019 wechselte er nach Portugal. Hier nahm ihn der Erstligist Portimonense SC unter Vertrag. Mit dem Klub aus Portimão spielte er siebenmal in der ersten Liga, der Primeira Liga. Anfang 2020 wechselte er auf Leihbasis nach Japan. Hier spielte er mit dem Renofa Yamaguchi FC aus Yamaguchi in der zweiten Liga, der J2 League. Für Yamaguchi stand er 31-mal in der zweiten Liga auf dem Spielfeld. Nach der Ausleihe ging er, ebenfalls auf Leihbasis, zum brasilianischen Verein CS Alagoano.